# Shrewsbury
Shrewsbury (latinsky Salopia) je město na západě Anglie, 14 kilometrů od hranic s Walesem, v hrabství Shropshire. Leží na řece Severn. Ve městě žije přibližně 73 000 obyvatel. Je nazýváno Brána Walesu. Zdejší obyvatelé se tradičně nazývají Salopiové a město Salopia. Od roku 1850 je sídlem římskokatolické diecéze. Je známé především svými památkami (je jich registrováno 660), dále mj. soukromou školou Shrewsbury School, která patří k nejdražším ve Spojeném království, studoval na ní i zdejší rodák, biolog Charles Darwin.

## Historie
Místo bylo osídleno již v době pravěku a  starověku, pod keltským názvem Pengwern se objevuje v písemných pramenech. anglosaské kmeny je pojmenovaly Scrobbesburh, což bylo postupně zkomoleno do dnešní podoby.

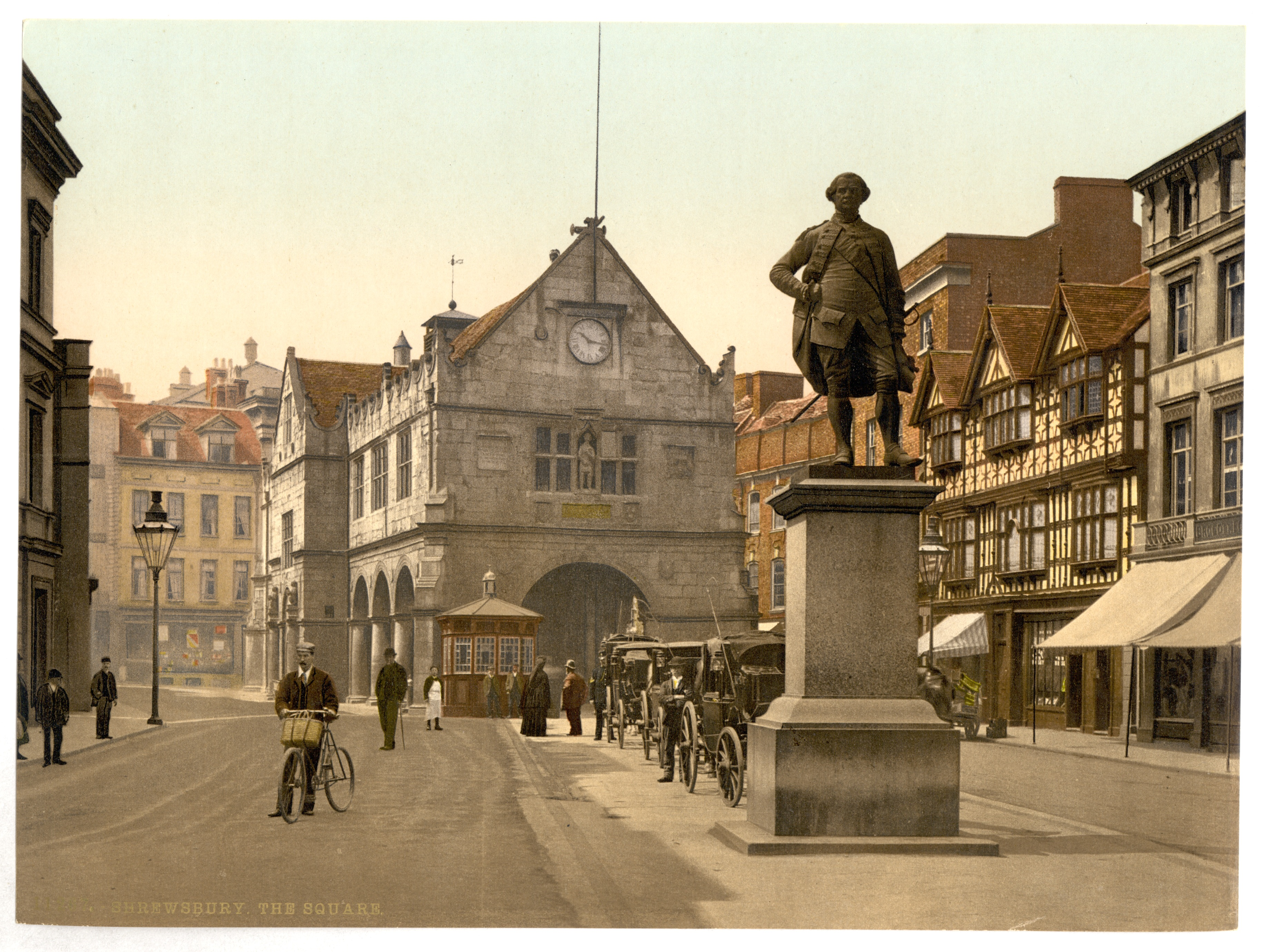
Náměstí ve Shrewsbury na konci 19. století

Město bylo založeno asi roku 901 našeho letopočtu a stalo se hlavním městem království Powys. Normané si zde vybudovali dřevěnou hrázděnou pevnost a roku 1069 je vyplenili. Na ochranu sídla byl roku 1070 založen hrad. Blízká hranice s Walesem  přivedla do města několik anglicko-velšských válek,  v některých obdobích je ovládali velšští panovníci. Roku 1230 přišli do města dominikáni, kteří zde zbudovali klášter a první školu. 
Ve vrcholném středověku město prosperovalo především díky vývozu ovčí vlny a poloze na obchodně důležité řece Severn a staré obchodní stezce Watling Street. Věří se, že král Jindřich VIII. chtěl ve městě zbudovat katedrálu, ale místní ji odmítli financovat. V roce 1552 byla Adamem Jonesem a králem Edvardem VI. založena Škola ve Shrewsbury.
V novověku se město rychle rozvíjelo od poloviny 18. století v období průmyslové revoluce, v popředí stál obchod se suknem, bavlnou, alkoholem a strojírenství. Z tradičních firem ve městě od roku 1842 dodnes působí obchodníci s vínem Tanners Wine Merchants a obchodní dům Joseph della Porta, založený roku 1847.  
Během druhé světové války bylo město podobně jako blízké Coventry silně poničeno německým bombardováním. Zničené budovy byly obnoveny v 60. a 70. letech 20. století. Řeka  Severn je proslulá povodněmi, od roku 1846 jich bylo deset, dvě poslední v roce 1950 a v únoru roku 2022.  V roce 2018 se městská rada rozhodla šetřit a zrušila všechna Partnerská města.

## Památky
- Hrad  založil Roger de Montgomery roku 1074, rozšířen během 13.-15. století, nyní souží jako vojenské muzeum
- Centrem města je Tržní náměstí se Starou tržnicí (Old Market Hall) z alžbětínského období
- Ruiny benediktinského  opatství založeného roku 1083, vystavěného během 12.-13. století a zrušeného roku 1540;: chrám z červeného pískovce byl rekonstruován v letech 1861–1863, klášter byl původně spojen s leprosárieml sv. Jiljí a se špitálem sv. Jana Křtitele, z refektáře se dochoval klenutý baldachýn pulpitu
- Gotický kostel sv. Jiljí (saint Giles Church) při někdejším opatství
- Kostel sv. Chada - postavn v neopalladiánském stylu roku 1791, situován v Querry parku, sídlí zde anglická liberálně katolická církev
- Římkokatolická katedrála Panny Marie, novogotická stavba z let 1852-1856, architekt Edward Welby Pugin
- Anglický most,  z let 1769-1774, rozšířený 1924; projektoval John Gwynn, autor proslulého mostu London bridge a urbanistického plánu Londýna
- Sloup Rowlanda Hilla - pomník se sochou generála na vrcholu, postaven v letech 1816-1818 na památku vítězství v bitvě u Waterloo;  měří 40,7 m; nejvyšší dórský sloup v Anglii
- Nádraží v tudorovském stylu.
- Koncertní síň (Music Hall).

## Slavnosti
- Shrewsbury Folk Festival [4]- slavnost tradiční lidové hudby a tance, koná se každoročně poslední týden v srpnu
- Květinová slavnost

## Sport
- Profesionální fotbalový klub Shrewsbury Town FC hraje na stadionu Montgomery Waters Meadow.
- Mezinárodní tenisová federace ITF zde pořádá tenisový turnaj žen každoročně na přelomu října a listopadu.

## Osobnosti
- Charles Darwin - rodák
- Daniel Defoe - žil zde
- John Gwynn (1713-1786), architekt a stavební inženýr,  narodil se i zemřel zde

## Fotogalerie

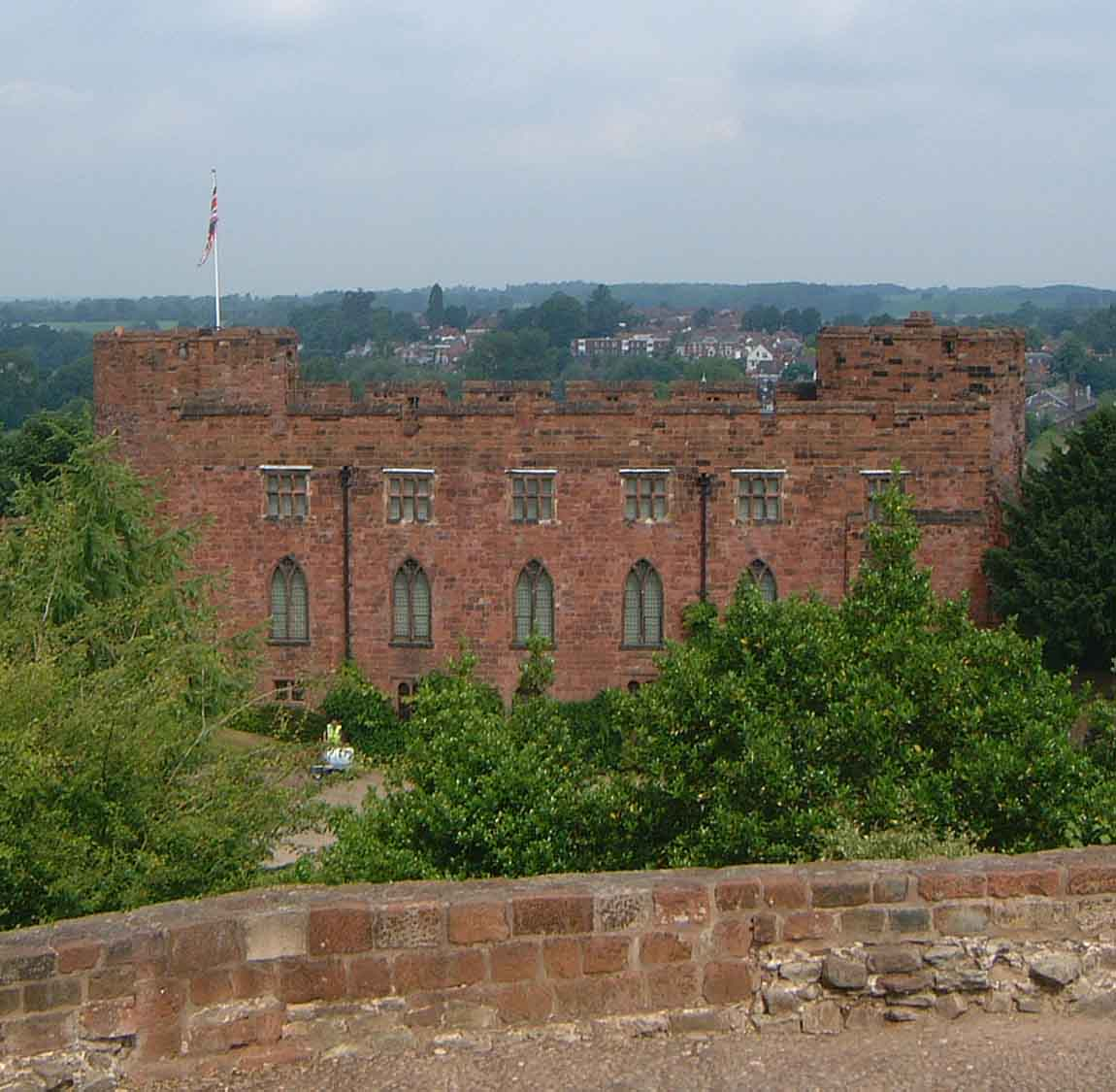
Hrad
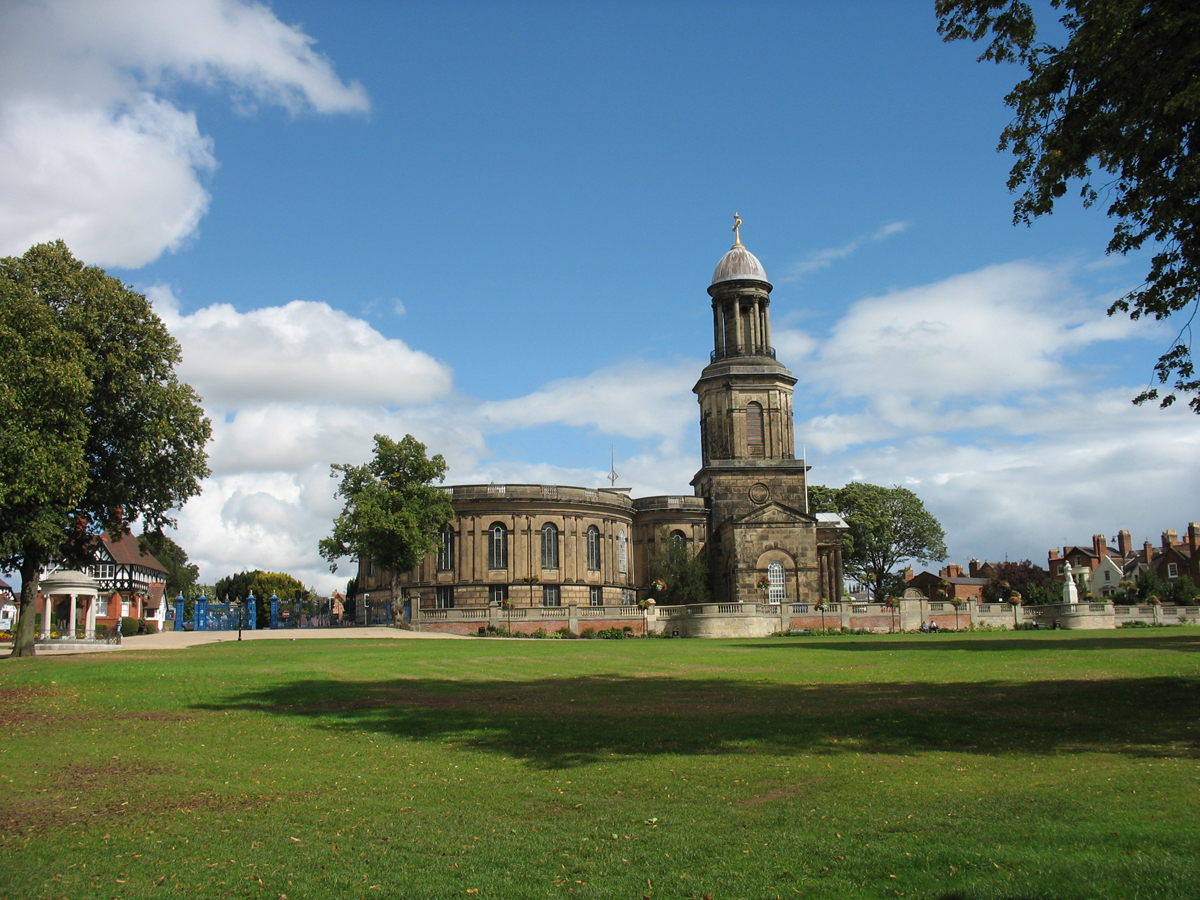
Kostel sv. Chada
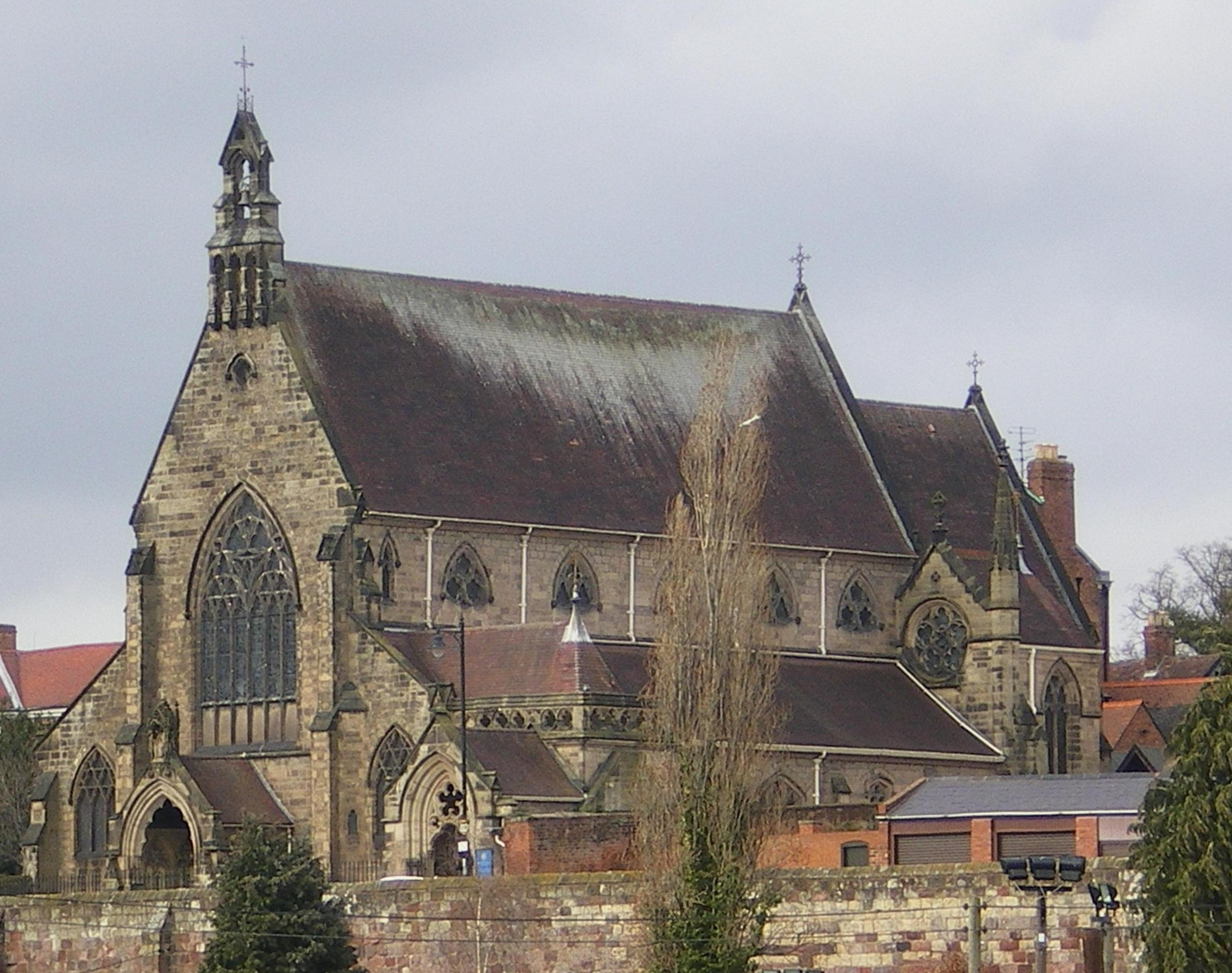
Katedrála
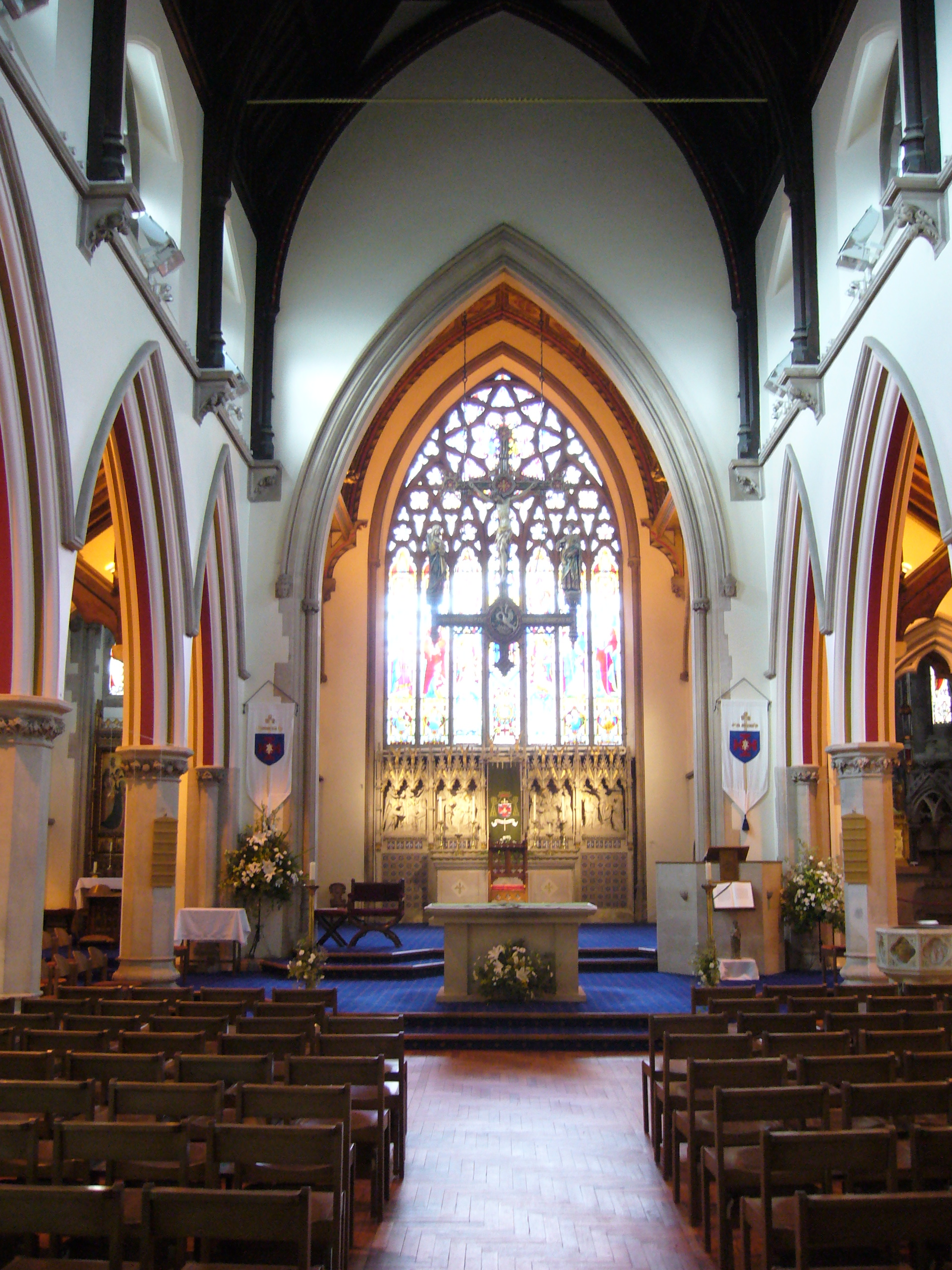
Katedrála, interiér
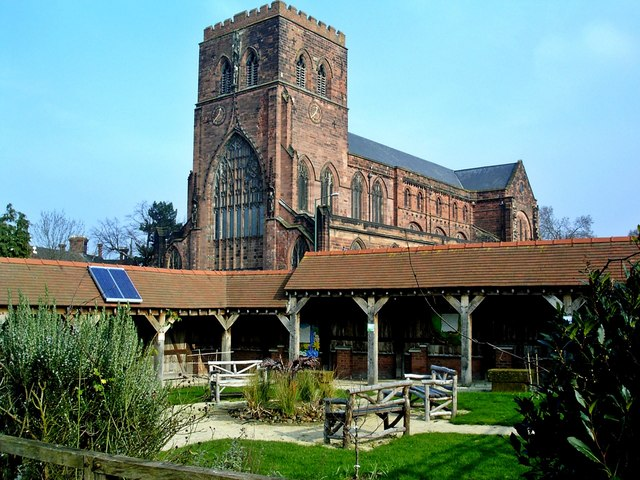
Opatství
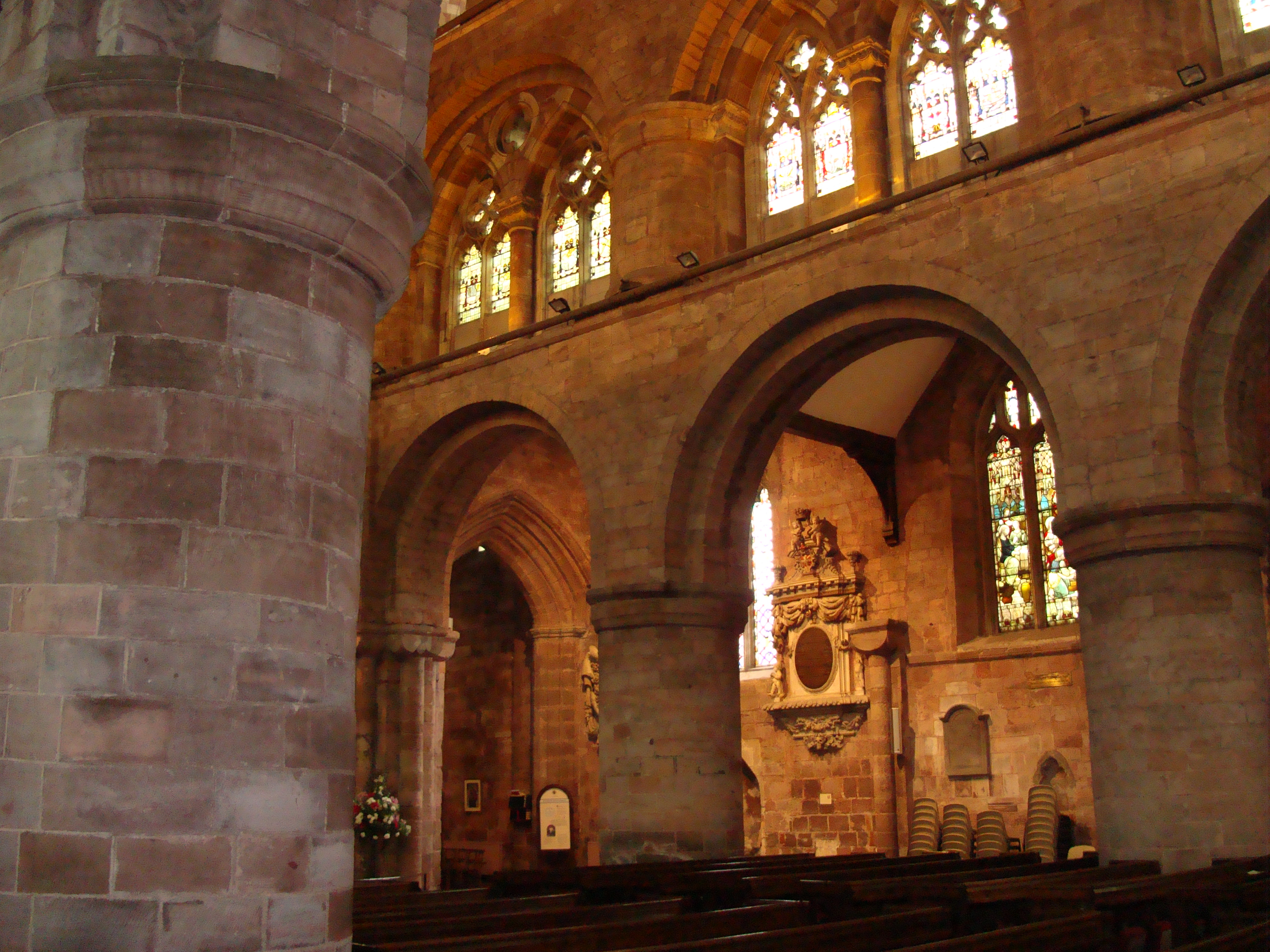
Opatství interiér
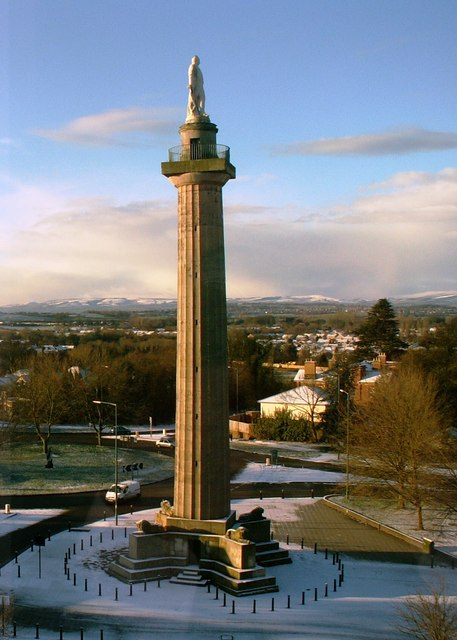
Pomník generála Hilla
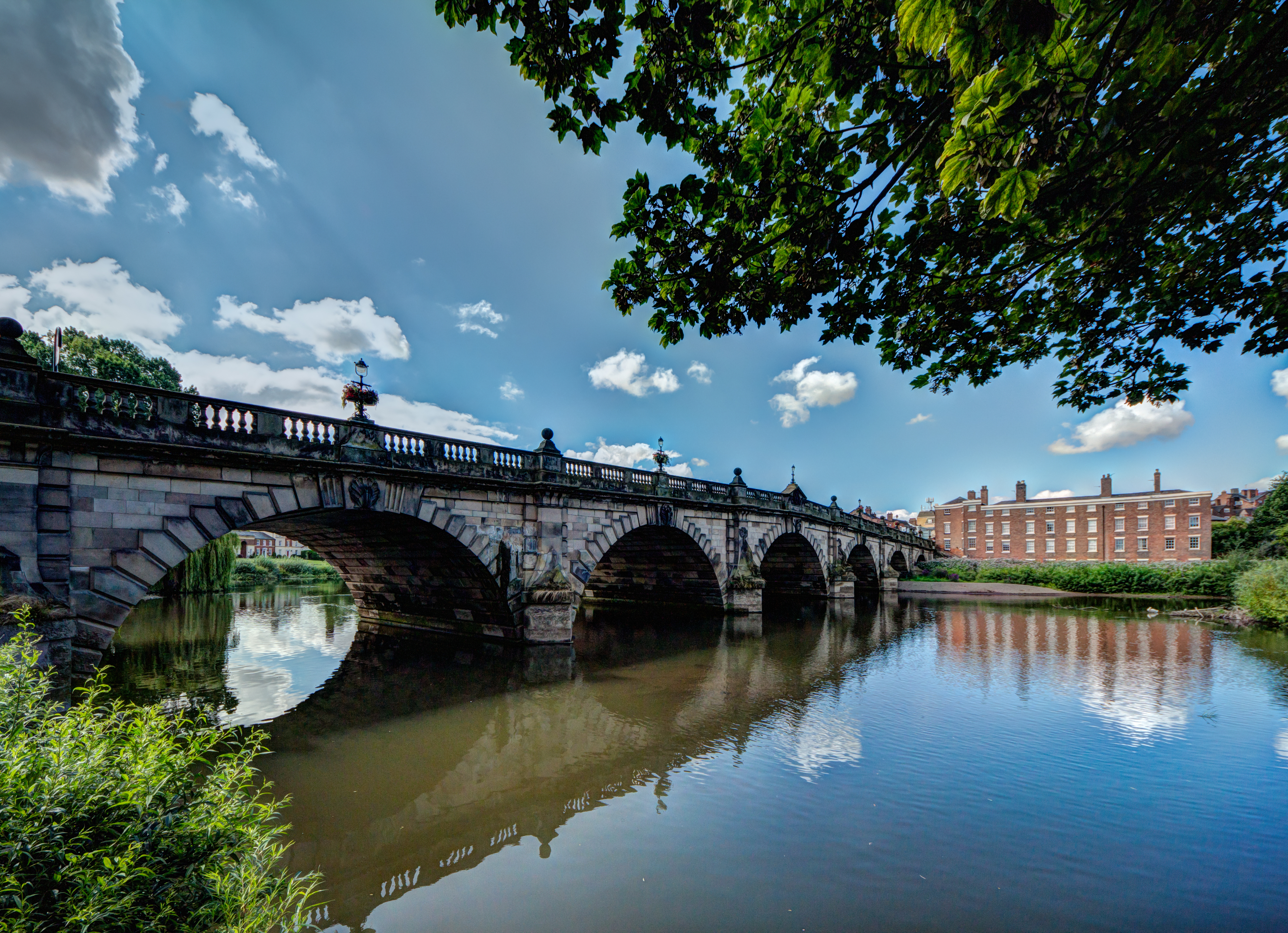
Anglický most
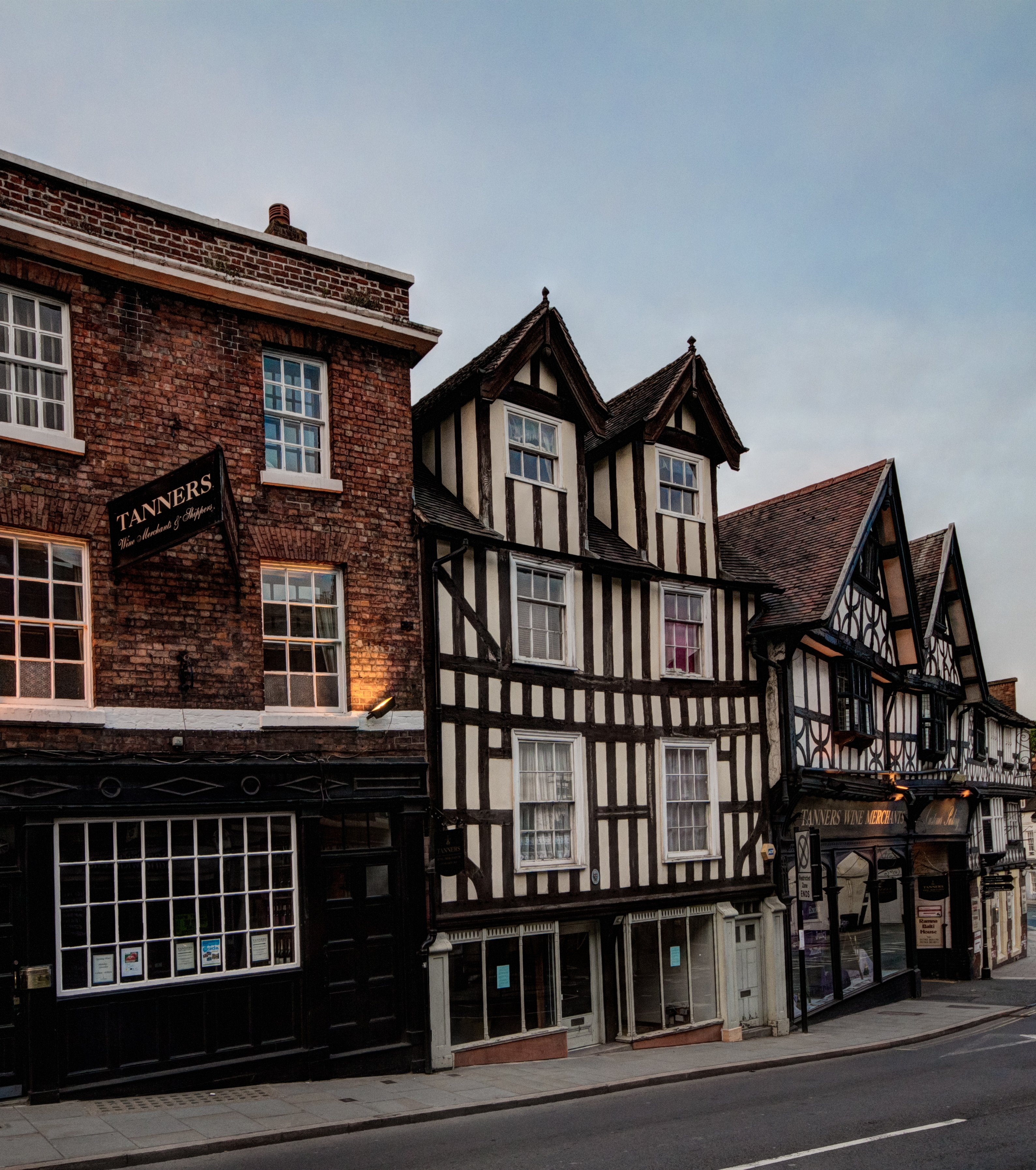
Hrázděné domy na Wyle Cop
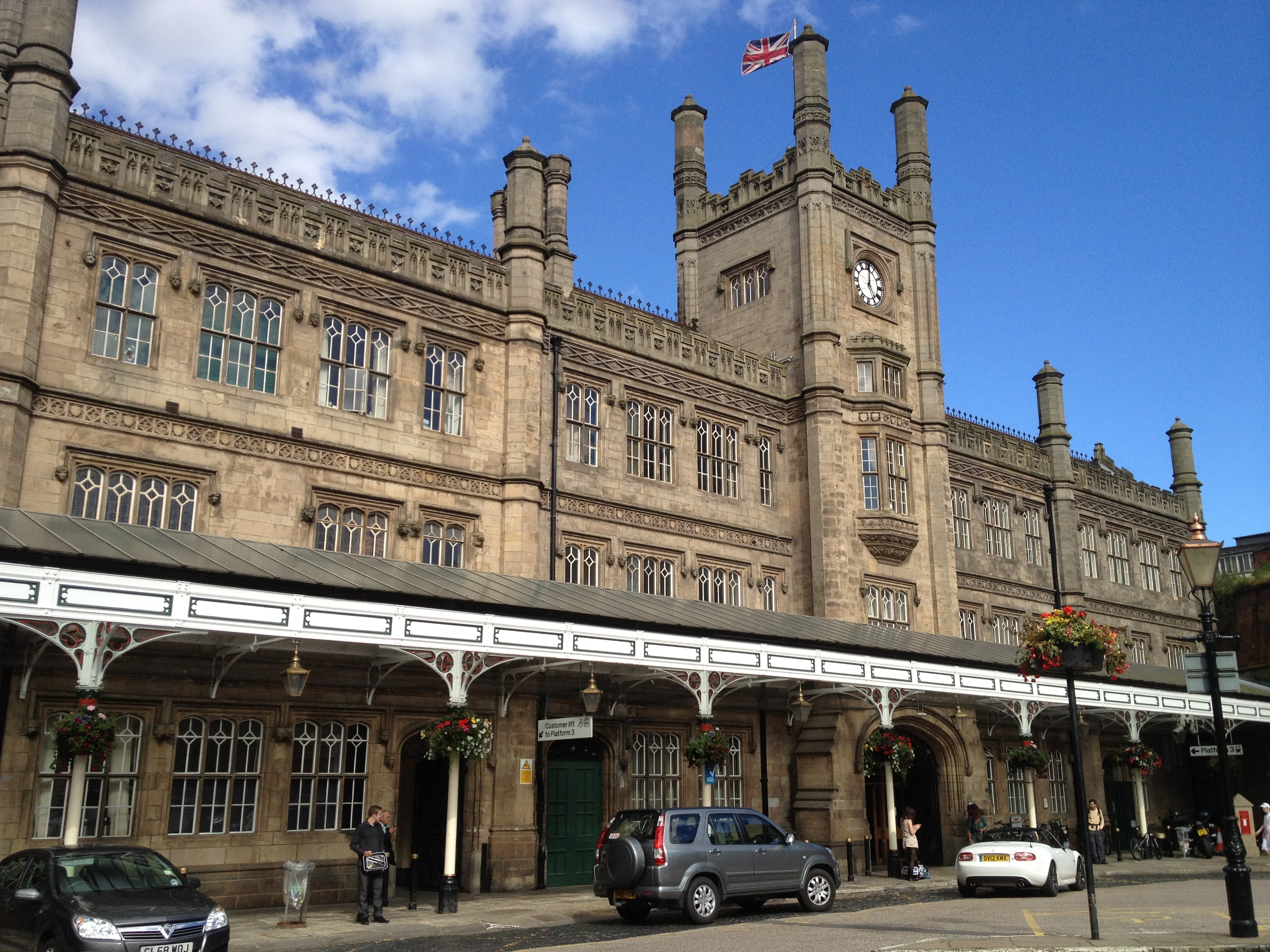
Nádraží